# Mauno Uusivirta
Mauno Antero Uusivirta (nascido em 27 de setembro de 1948) é um ex-ciclista olímpico finlandês. Representou sua nação nos Jogos Olímpicos de Verão de 1968, 1972 e 1980.